# Collegium Aureum
O Collegium Aureum foi uma orquestra de câmara alemã dedicada à interpretação de música antiga segundo critérios de reconstrução histórica.
Foi fundada em Colônia no início da década de 1960 Ver nota: por iniciativa de Alfred Krings, um musicólogo e executivo da rádio estatal Westdeutscher Rundfunk (WDR) que exerceu enorme influência no campo da música antiga, tendo na direção musical o violinista Franzjosef Maier, com o objetivo de interpretar música barroca e clássica, sendo um dos primeiros conjuntos a tocar e gravar usando instrumentos originais.
Krings em 1954 já havia criado na rádio a Capella Coloniensis, em 1958 participou da criação da gravadora Harmonia Mundi, da qual foi produtor e diretor artístico, e no início da década de 1960 estabeleceu o Collegium Musicum, uma orquestra montada informalmente que foi responsável pela produção de música sacra da rádio e também para as audições de cantatas de Bach nas manhãs de domingo. Em seus primeiros anos os integrantes dos conjuntos da rádio foram quase os mesmos, mas depois o Collegium Aureum foi organizado em separado a partir do Collegium Musicum e passou a atuar com uma identidade específica. Pressões econômicas fizeram com que fossem adotadas medidas para reduzir custos e aumentar a eficiência, estabilizando-se como um grupo camerístico que atuava geralmente sem um regente. Segundo Jan Reichow, "Krings tinha todos os motivos para garantir que o Collegium Musicum e ainda mais o Collegium Aureum diferissem significativamente da Cappella Coloniensis, sobre a qual ele não tinha mais influência. Para os interesses da Harmonia Mundi, ele precisava de uma orquestra para gravação de discos que estivesse aberta às suas inovações, e precisava de um artista como Franzjosef Maier que pudesse trazê-las a um nível praticável". O Collegium Aureum logo se tornou o carro-chefe da Harmonia Mundi. Apresentaram-se muitas vezes na rádio e fizeram turnês internacionais, atraindo uma recepção entusiástica. O grupo se dissolveu gradualmente na década de 1990.
Na sua extensa discografia se incluem as Vésperas de 1610 de Monteverdi, o Oratório de Natal de Bach, a Missa Salisburgensis de Biber, cantatas de câmara de Bach e Haendel, as suítes orquestrais de Les Indes Galantes e Dardanus de Rameau, concertos e sinfonias de Haydn, peças de câmara de Mozart, e a 3ª Sinfonia de Beethoven. Foi o primeiro conjunto a gravar os Concertos de Brandemburgo de Bach em instrumentos originais.
Suas gravações permanecem como uma referência no campo da música antiga. Na resenha de Michael Mark sobre sua gravação dos motetos de Bach, o Collegium "mostra uma mistura incrível de confiança, adequação idiomática e beleza. Mas o Collegium Aureum sempre teve essas características; cada gravação é um modelo de como fazer música barroca". Foi elogiado pela musicóloga Dorottya Fabian pelo elevado rigor da sua reconstrução histórica, assinalando sua atenção para com a ornamentação, fraseado, articulação, dinâmica, ritmo e expressividade. Falando sobre sua interpretação de obras de Bach, ela ressaltou que mesmo com a grande evolução nos conceitos de reconstrução histórica que ocorreu desde sua atuação, ainda hoje suas versões se destacam, sendo um dos poucos grupos que usam certas técnicas típicas do século XVIII que produzem um resultado "muito mais articulado, nuançado, ritmicamente flexível, oferecendo um novo tipo de expressão que acentua as qualidades retóricas da música de Bach".